# Les Films du Losange
Les Films du Losange — французская кинокомпания, основанная в 1962 году Эриком Ромером и Барбе Шрёдером.

## История
Компания была основана после неудачи с прокатом первого полнометражного фильма Ромера «Знак льва», дистрибуция которого была поручена фирме Жан-Люка Годара. Чтобы в дальнейшем не зависеть ни от продюсеров, ни от прокатчиков, Ромер и Шрёдер создали собственное анонимное общество.
Компания внесла вклад в успех кинематографа Новой волны. Её каталог состоит более чем из ста фильмов, в числе которых большинство картин Ромера, ленты Шрёдера, Жака Риветта, Жан-Клода Бриссо, Роже Планшона, Михаэля Ханеке, Жака Дуайона, Ромена Гупиля и Жана-Марка Муту.
Помимо производства, Les Films du Losange занимается прокатом, в частности, выпускает во Франции картины Ларса фон Триера.
С 1975 компанию вместо Барбе Шрёдера возглавляет Маргарет Менегос.

## Фильмография
Собственное и совместное производство:
- 1963 — Средиземноморье / Méditerranée (к/м) (Жан-Даниель Полле, Фолькер Шлёндорф)
- 1963 — Булочница из Монсо / La Boulangère de Monceau (к/м) (Эрик Ромер)
- 1963 — Карьера Сюзанны / La Carrière de Suzanne (к/м) (Эрик Ромер)
- 1964 — Надя в Париже / Nadja à Paris (к/м) (Эрик Ромер)
- 1965 — Париж глазами… / Paris vu par… (Жан Душе, Жан Руш, Жан-Даниель Полле, Эрик Ромер, Жан-Люк Годар, Клод Шаброль)
- 1966 — Современная студентка / Une étudiante d'aujourd'hui (к/м) (Эрик Ромер)
- 1967 — Коллекционерка / La Collectionneuse (Эрик Ромер)
- 1968 — Фермерша из Монфокона / Fermière à Montfaucon (к/м) (Эрик Ромер)
- 1969 — Моя ночь у Мод / Ma nuit chez Maud (Эрик Ромер)
- 1969 — More / More (Барбе Шрёдер)
- 1970 — Колено Клер / Le Genou de Claire (Эрик Ромер)
- 1971 — Синг-Синг / Sing Sing (к/м) (Барбе Шрёдер)
- 1971 — Макияж / Maquillages (к/м) (Барбе Шрёдер)
- 1971 — Свинья в сладком батате / Le cochon aux patates douces (к/м, д/ф) (Барбе Шрёдер)
- 1971 — Out 1, noli me tangere / Out 1, noli me tangere (Жак Риветт)
- 1972 — Долина / La Vallée (Барбе Шрёдер)
- 1972 — Любовь после полудня /  L'Amour l'après-midi (Эрик Ромер)
- 1972 — Мамочка и шлюха / La maman et la putain (Жан Эсташ)
- 1974 — Палома / La Paloma (Даниель Шмид)
- 1974 — Селин и Жюли совсем заврались / Céline et Julie vont en bateau (Жак Риветт)
- 1975 — Метресса / Maîtresse (Барбе Шрёдер)
- 1975 — Вероника, или Лето моих 13 лет / Véronique ou L'été de mes 13 ans (Клодин Гийемен)
- 1976 — Маркиза фон О… / Die Marquise von O… (Эрик Ромер)
- 1976 — Золотые хлопья / Goldflocken (Вернер Шрётер)
- 1976 — Китайская рулетка / Chinesisches Roulette (Райнер Вернер Фассбиндер)
- 1977 — Американский друг / Der amerikanische Freund (Вим Вендерс)
- 1977 — Грязная история / Une sale histoire (к/м) (Жан Эсташ)
- 1978 — Цезарея / Cesarée (к/м) (Маргерит Дюрас)
- 1978 — Персеваль Валлиец / Perceval Le Gallois (Эрик Ромер)
- 1978 — Коко, говорящая горилла / Koko, le gorille qui parle (д/ф) (Барбе Шрёдер)
- 1978 — Горный проход / Le passe-montagne (Жан-Франсуа Стевенен)
- 1979 — Корабль «Night» / Le navire Night (Маргерит Дюрас)
- 1979 — Мёртвые / Des morts (Жан-Поль Фербюс, Доминик Гарни)
- 1980 — Насколько можно увидеть / So weit das Auge reicht (Эрвин Кош)
- 1980 — Вернись, Эудженио / Voltati Eugenio (Луиджи Коменчини)
- 1981 — Подлинная история дамы с камелиями / La storia vera della signora dalle camelie (Мауро Болоньини)
- 1981 — Жена авиатора / La Femme de l'aviateur (Эрик Ромер)
- 1981 — Северный мост / Le pont du Nord (Жак Риветт)
- 1982 — Любовные письма в Сомали / Lettres d'amour en Somalie (д/ф) (Фредерик Миттеран)
- 1982 — Выгодная партия / Le Beau mariage (Эрик Ромер)
- 1983 — Дантон / Danton (Анджей Вайда)
- 1983 — Чистое безумие / Heller Wahn (Маргарет фон Тротта)
- 1983 — Полина на пляже / Pauline à la plage (Эрик Ромер)
- 1983 — Красотка Либерти / Liberty belle (Паскаль Кане)
- 1983 — Жестокая игра / Un jeu brutal (Жан-Клод Бриссо)
- 1984 — Едва начавшийся сон / Un rêve à peine commencé (Жан-Марк Дешан) (к/м)
- 1984 — Мошенники / Tricheurs (Барбе Шрёдер)
- 1984 — Любовь Свана / Un amour de Swann (Фолькер Шлёндорф)
- 1984 — Плохое поведение / Mauvaise conduite (Нестор Альмендрос, Орландо Хименес Леаль)
- 1984 — Ночи полнолуния / Les Nuits de la pleine lune (Эрик Ромер)
- 1984 — Тартюф / Le tartuffe (Жерар Депардьё)
- 1984 — Крылья и оковы / Flügel und Fesseln (Хельма Зандерс-Брамс)
- 1986 — Зелёный луч / Le Rayon vert (Эрик Ромер)
- 1987 — Записи Чарлза Буковски / The Charles Bukowski Tapes (д/ф) (Барбе Шрёдер)
- 1987 — Четыре приключения Ренетт и Мирабель / 4 aventures de Reinette et Mirabelle (Эрик Ромер)
- 1987 — Смерть Эмпедокла / Der Tod des Empedokles (Даниель Юйе, Жан-Мари Штрауб)
- 1987 — Друг моей подруги / L'Ami de mon amie (Эрик Ромер)
- 1988 — Бесы / Les possédés (Анджей Вайда)
- 1988 — Шум и ярость / De bruit et de fureur (Жан-Клод Бриссо)
- 1989 — Данден / Dandin (Роже Планшон)
- 1989 — Белая свадьба / Noce blanche (Жан-Клод Бриссо)
- 1990 — Весенняя сказка / Conte de printemps (Эрик Ромер)
- 1990 — Европа, Европа / Europa Europa (Агнешка Холланд)
- 1991 — Королевский день / Le jour des rois (Мари-Клод Трейу)
- 1992 — Зимняя сказка / Conte d'hiver (Эрик Ромер)
- 1992 — Обмен / L'echange (Фредерик Планшон)
- 1992 — Свои правила / La règle du je (Франсуаза Этчегарай)
- 1992 — Перстенёк с орлом в короне / Pierscionek z orlem w koronie (Анджей Вайда)
- 1993 — День рождения Паулы / L'anniversaire de Paula (к/м) (Хайде Кайо)
- 1993 — Луи, король-дитя / Louis, enfant roi (Роже Планшон)
- 1993 — Письмо для Л… / Lettre pour L… (Ромен Гупиль)
- 1994 — Эрик Ромер — доказательство поддержки / Eric Rohmer — Preuves à l'appui (д/ф) (Андре С. Лабарт, Жан Душе)
- 1996 — Летняя сказка / Conte d'été (Эрик Ромер)
- 1996 — Прекрасное лето 1914-го / Le Bel Été 1914 (Кристиан де Шалонж)
- 1997 — Вперед за золотом! / Go for Gold! (Люциан Сегура)
- 1997 — Все мы ещё здесь / Nous sommes tous encore ici (Анн-Мари Мельвиль)
- 1998 — Лотрек / Lautrec (Роже Планшон)
- 1998 — Осенняя сказка / Conte d'automne (Эрик Ромер)
- 1999 — За смертью смерть / À mort la mort! (Ромен Гупиль)
- 1999 — Пан Тадеуш / Pan Tadeusz (Анджей Вайда)
- 2000 — Мужской сезон / La Saison des hommes (Муфида Тлатли)
- 2000 — Богоматерь убийц / La Vierge des tueurs (Барбе Шрёдер)
- 2002 — Простое совпадение / Une pure coïncidence (Ромен Гупиль)
- 2003 — Время волков / Le temps du loup (Михаэль Ханеке)
- 2003 — Раджа / Raja (Жак Дуайон)
- 2003 — Не делай этого! / Ne fais pas ça! (Люк Бонди)
- 2004 — Не бросайте трубку / Ne quittez pas! (Артюр Жоффе)
- 2005 — Искусство красиво расставаться / Un fil à la patte (Мишель Девиль)
- 2005 — Скрытое / Caché (Михаэль Ханеке)
- 2005 — Красное канапе / Le Canapé rouge (к/м) (Эрик Ромер, Мари Ривьер)
- 2006 — Лицо «Скрытого» / Face «Caché» (д/ф) (Ив Монмайёр)
- 2006 — Блед номер один / Bled Number One (Рабах Амёр-Земеш)
- 2007 — Молодые годы: Эрик Ницше. 1-я часть саги / De unge år: Erik Nietzsche sagaen del 1 (Якоб Тюсен)
- 2008 — Фабрика чувств / La Fabrique des sentiments (Жан-Марк Муту)
- 2008 — На мгновение, свобода / Ein Augenblick Freiheit (Араш Т. Риахи)
- 2009 — Белая лента / Le Ruban blanc (Михаэль Ханеке)
- 2010 — Дань Эрику Ромеру / Tribute to Éric Rohmer (к/м) (Жан-Люк Годар)
- 2010 — Руки в воздухе / Les Mains en l'air (Ромен Гупиль)
- 2011 — С добрым утром / De bon matin (Жан-Марк Муту)
- 2011 — Неважная жизнь / Low Life (Николас Клотц)
- 2012 — Любовь / Amour (Михаэль Ханеке)
- 2012 — Я, Алекс Кросс / Alex Cross (Роб Коэн)
- 2013 — Михаэль Х. Профессия — режиссёр / Michael H. Profession: Director (д/ф) (Ив Монмайёр)
- 2013 — Путешествие с родины на родину / Die andere Heimat - Chronik einer Sehnsucht (Эдгар Рейтц)
- 2013 — Нимфоманка: Часть 1 / Nymphomaniac: Vol. I (Ларс фон Триер)
- 2015 — Настали дни / Les Jours venus (Ромен Гупиль)
- 2015 — Амнезия / Amnesia (Барбе Шрёдер)
- 2015 — Детство / Une enfance (Филипп Клодель)
- 2016 — Стоять ровно / Rester vertical (Ален Гироди)
- 2017 — Где вы теперь, Барбе Шрёдер? / Où en êtes-vous, Barbet Schroeder? (д/ф) (Барбе Шрёдер)
- 2017 — Достопочтенный В. / Le vénérable W. (Барбе Шрёдер)
- 2017 — Хэппи-энд / Happy End (Михаэль Ханеке)
- 2020 — Ундина / Undine (Кристиан Петцольд)